# Hutufeideria
Hutufeideria es una familia de ácaros perteneciente al orden Mesostigmata.

## Especies
- Hutufeideria Hirschmann & Hiramatsu, 1977
  - Hutufeideria aokii Hiramatsu, 1979
  - Hutufeideria deliciosa Hiramatsu, 1978
  - Hutufeideria feideri Hirschmann & Hiramatsu, 1977
  - Hutufeideria feiderisimilis Hiramatsu, 1981
  - Hutufeideria haradai Hiramatsu, 1983
  - Hutufeideria hirschmanni Hiramatsu, 1978
  - Hutufeideria hirschmannisimilis Hiramatsu, 1980
  - Hutufeideria hutuae Hirschmann & Hiramatsu, 1977
  - Hutufeideria virtuosa Hiramatsu, 1983